# سیارک ۱۴۵۸۲۰
سیارک ۱۴۵۸۲۰ (به انگلیسی: 145820 Valeromeo، نامگذاری:1998TL7) صد و چهل و پنج هزار و هشتصد و بیستمین سیارک کشف شده‌است که در ۱۵ اکتبر ۱۹۹۸ کشف شد.